# 內馬吉 (明尼蘇達州)
內馬吉（英語：Nemadji）是位於美國明尼蘇達州卡爾頓縣巴納姆鎮區的一個非建制地區。

## 歷史
內馬吉於1912年設立郵局，該郵局於1953年停運。此地得名自附近的內馬吉河。「內馬吉」（Namanjinik-tigweyaag）在奥吉布瓦语的意思為「左手」。

## 地理
內馬吉所處的海拔為高於海平面323米（即1060英呎），而該地所採用的時區為UTC-6，即北美中部時區（CST）。同時該地設有夏令時間，為UTC-6調快一小時，即UTC-5（CDT）。